# Zbór ariański w Rakowie

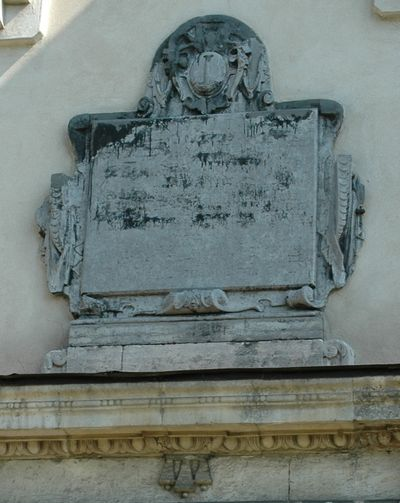
Tablica fundacyjna nad głównym wejściem do kościoła parafialnego w Rakowie

Zbór ariański w Rakowie – budynek zboru braci polskich, który znajdował się w Rakowie. Zburzony przed rokiem 1640, a w jego miejscu wybudowano kościół parafialny św. Trójcy.

## Historia
Został wzniesiony w 1569 jako zbór kalwiński z fundacji Jana Sienieńskiego, założyciela Rakowa. W bliżej nieznanym czasie i okolicznościach budynek zboru dostał się w ręce arian; być może syn Sienieńskiego – Jakub, po przejściu z kalwinizmu na arianizm w 1599, przekazał świątynię braciom polskim.
W 1638 roku biskup krakowski Jakub Zadzik, wojewoda sandomierski Jerzy Ossoliński mianowany wówczas podkanclerzym i nuncjusz papieski Honorato Visconti wykorzystując sprawę rzekomego sprofanowania przydrożnego krzyża doprowadzili do nakazu zniszczenia wszystkich instytucji ariańskich w Rakowie. Na mocy wyroku sądu sejmowego, zamknięto Akademię Rakowską, zlikwidowano także dom wydawniczy i wydano natychmiastowy nakaz zburzenia zboru w Rakowie. Córka Jakuba Sienieńskiego, Aleksandra Wiszowata, która po śmierci ojca w 1638 odziedziczyła Raków, przeszła niebawem z arianizmu na katolicyzm i oddała budynek zborowy katolikom.
Ostatecznie świątynia ariańska przestała istnieć w 1640, kiedy na jej miejscu rozpoczęto wznoszenie kościoła katolickiego z fundacji biskupa Jakuba Zadzika.

## Architektura
Ze względu na skromną liczbę przekazów historycznych trudno dziś odtworzyć wygląd budynku. Niektóre źródła sugerują, że była to prosta drewniana budowla; gdy około 1580 wznoszono w Staszowie zbór ariański, ponoć wzorowano się na rakowskiej świątyni braci polskich.
Jedynymi materialnymi pozostałościami po zborze w Rakowie, jest domniemany Dom ministra ariańskiego oraz płyta fundacyjna Jakuba Zadzika, znajdująca się nad głównym wejściem do kościoła parafialnego, na której inskrypcja w języku łacińskim informuje, że kościół wzniesiono w miejscu: na którym bezbożnie wyznawano Syna i Ducha Świętego, jako niższych od Ojca (…)..

## Duchowni (lista niepełna)
1605–1622 Walenty Smalc (zm. 1622).
1612–1638 Jan Stoiński Mł. (zm. 1654).
1638–1640? Piotr Morzkowski.
1612–1622 Jan Crell, kaznodzieja pomocniczy, niemiecki.